# Egill Reimers
Egill Reimers   (Bergen, 18 de juliol de 1878 - Bergen, 11 de novembre de 1946) va ser un arquitecte i regatista noruec que va competir a començaments del segle xx.
Nascut a Bergen, es graduà en arquitectura a la Universitat Tècnica de Múnic el 1902. El 1904 començà a exercir a Bergen, on fou un dels arquitectes més actius durant la primera meitat del segle xx.
El 1920 va prendre part en els Jocs Olímpics d'Anvers, on va guanyar la medalla d'or en els 12 metres (1919 rating) del programa de vela, a bord del Heira II.